# オカヤドカリ
オカヤドカリ（陸宿借、陸寄居虫）は、熱帯域に広く分布するヤドカリの仲間で、和名の通り成体が海岸付近の陸上部で生活する。
分類上は、エビ目・ヤドカリ下目・オカヤドカリ科・オカヤドカリ属 Coenobita に属するヤドカリの総称であると共に、日本ではその中の一種 C. cavipes に「オカヤドカリ」の和名が当てられる。日本に生息するオカヤドカリ全種が、国の天然記念物に指定されている。
オカヤドカリ科には、オカヤドカリ属の他にヤシガニ（1属1種）が属する。

## 概要
大まかな体の構造や、巻き貝の貝殻を利用して身を守る点については他のヤドカリと同様だが、他のヤドカリが主に海生であまり水上に出ないのに対し、オカヤドカリは名前が示すとおり成体が陸上生活をする。また、他のヤドカリよりも脚や鋏脚が太く頑丈で、これは同じ科のヤシガニにも通じる。
陸上での生活に適応するため、オカヤドカリは貝殻の中にごく少量の水を蓄え、柔らかい腹部が乾燥するのを防ぎ、陸上での鰓呼吸も可能となっている。しかし定期的な水分補給や交換が必須で、オカヤドカリは水辺からそれほど遠く離れられない。
宿貝は陸生貝類（カタツムリ）から海産のものまで幅広く利用し、沖縄県等では外来種のアフリカマイマイも利用する。
ヤシガニと同様オカヤドカリも木登りの名手であり、小さい体から予想もつかないほど高い木に登ることがある。
またナキオカヤドカリなどは、その名前が示すように発音する。ただし声帯などの発声器官はない。貝殻の内側を足でひっかくことにより、ギチギチ、ギュイギュイといった音を出す。音を立てる目的については、まだ解明されていない。

### 生態
オカヤドカリは熱帯の気候に適応した生き物で、冬場に気温が下がる地域では生存できない。気温が15度を下回ると活動が鈍り冬眠状態に陥るが、この状態が長く続くとオカヤドカリは死んでしまう。このため、オカヤドカリの主な生息地は、亜熱帯までの海岸沿いに限定される。
アダンやグンバイヒルガオ等の海浜植物の群落付近で見掛けられ、昼間は石の下等で見つかる。南西諸島では非常に数が多い。海岸の陸側植物群落の付近で座っていると、回りからプチプチサラサラと言うような、ヤドカリの動く音が聞こえてくる。また、内陸の森林内でもよく見掛け、特に大きい個体は内陸で見られる。
成体は海岸に打ち上げられた魚介類の肉や植物（アダンの実等）など幅広い種類の食物を取る雑食性であるが、比較的菜食を好む。一度に摂食する量は少ない。

### 分布
世界では、台湾以南のインドや太平洋諸島等の広範囲に分布する。日本では、主に小笠原諸島と南西諸島に分布し、九州南部（大分県以南）や四国南部にも一部の地域では相当の個体群が存在する。2011年の報告では、宮崎県内10ヶ所以上の海岸でオカヤドカリ類が確認され、一部では繁殖していた。更に北に存在する高知県では、2009年7月に大月町で行われた調査で、僅か30分の探索でムラサキオカヤドカリが176個体確認され、うち雌の91%にあたる117個体が抱卵していた。2015年にも、高知県内5市町で287個体が確認されている。本種の繁殖北限は高知県と考えられている。
本州では、紀伊半島南部の太平洋岸に分布し、伊豆半島や房総半島でも幼体が発見されている。これは南西諸島以南で繁殖の際に放たれた幼生が、黒潮に乗って北上し、偶然定着できたものと考えられている。本州では、紀伊半島で繁殖期における幼生の放出が少数確認されているものの、世代交代には繋がっていないと考えられており、本州に分布するオカヤドカリは、生息地で繁殖することのない無効分散であるといわれている。

### 種
全世界で15種が、日本では以下の7種が確認されている。
- オオナキオカヤドカリ C. brevimanus Dana, 1852（C. hilgendorfi Terao, 1913 はシノニム）
- オカヤドカリ C. cavipes Stimpson, 1858
- コムラサキオカヤドカリ C. violascens Heller, 1862
- サキシマオカヤドカリ C. perlatus H. Milne Edwards, 1837
- ナキオカヤドカリ C. rugosus H. Milne Edwards, 1837
- ムラサキオカヤドカリ C. purpureus Stimpson, 1858
- オオトゲオカヤドカリ C. spinosus H. Miline Edwards, 1837[6]

### 生活史
生活史は、オカヤドカリ類は陸上で生活するが、卵から孵化した幼生は他のヤドカリと同様に一時的に海中で生活しなければならない。
オカヤドカリ類の繁殖期は5から8月頃である。繁殖期の初期に陸上で交尾を行い、その後、雌は一度に数百から数千個の卵を産み、受精卵を腹肢にブドウの房のようにぶら下げて持ち運ぶ。これを抱卵という。卵は雌の殻の内部で孵化寸前まで発育し、特に大潮前後の夕方頃から雌は海岸の波打ち際で海水につかり、卵から孵化したばかりのゾエア幼生を海中に放つ。これを放幼という。他の甲殻類は卵を海に放す（放卵する）ことが多いが、オカヤドカリ類は孵化直後の幼生を放す。
ゾエアは海中を漂うプランクトン生活を送り、植物プランクトンやデトリタスを捕食しながら成長する。およそ１ヶ月をかけて数回の脱皮の後にメガロパ（ヤドカリ類のメガロパ幼生はグラウコトエとも呼ばれる）と呼ばれる形態となり、さらにもう一度脱皮を行うと小さいながらも成体と同じ体形となる。メガロパ幼生は幼体への変態に先立ち適合する巻き貝の貝殻に潜りこんで上陸し、以後は陸上生活をする。
正確な寿命は不明ではあるが、C. clypeatusの室内飼育では11年間生存し、本種の寿命は25-30年にもなるといわれている。他の甲殻類と同様、オカヤドカリも生存中はずっと脱皮と成長を繰り返すため、長寿のものほど巨大になる。
充分な栄養を摂取したオカヤドカリは脱皮を繰り返しながら成長をしてゆく。脱皮の頻度はおおよそ二週間から数ヶ月に一度ぐらいで、幼いほど頻繁に行われ、大きくなるに従いその間隔が延びる。脱皮前の個体は十分な水分補給を行った後で、砂に潜ったり小さな洞穴の中に隠れたりして外敵から身を守る。脱皮の直前になると、オカヤドカリは貝殻から抜け出して古くなった殻を脱ぎ捨てる。脱皮直後の個体はとても柔らかく、その状態で蓄えた水分を吸い上げながら体格を大きくしてゆく。そして脱皮後一週間ほどの間は、柔らかい外骨格が硬化するのをじっと待つ。この間は、食事らしい食事は取らないが、脱皮で脱ぎ捨てた殻を食べることで、新しい外骨格の形成を助けている。

## 人間との関係
人間の生活環境に対して被害を与えることはないが、ハサミの力が強いので取り扱い時には注意が必要である。皮膚を挟まれるとそのまま貝殻に潜り込んでしまい、簡単には外せなくなる。皮膚をそのままでは外せないので、ヤドカリが顔を出すのを待たねばならないが、タイミングを外すとふたたび挟んだまま引っ込んでしまう。
沖縄県や太平洋諸島の島々では釣り餌として利用されるほか、トケラウ諸島では食物としても利用される。また、後述の通りペットとしても利用される。
奄美大島の一部集落では近世まで行われてきた風葬の一手段として、海岸付近の岩陰や岩礁上に遺体を置くことで、屍肉の腐敗を待つだけでなく、鳥獣やオカヤドカリ類に食べさせて、きれいに白骨化させることが行われた。その後日を改めて骨を洗い清めて壷に入れるなどしてから正式な墓に改葬した。

### 保全状態評価
- サキシマオカヤドカリ

絶滅危惧II類 (VU)（環境省レッドリスト）
- オオナキオカヤドカリ

準絶滅危惧（NT）（環境省レッドリスト）
- コムラサキオカヤドカリ

準絶滅危惧（NT）（環境省レッドリスト）

### 天然記念物の指定
1970年（昭和45年）に、小笠原諸島におけるオカヤドカリの個体数の減少を受け、天然記念物に指定された。ただし、この経緯については、オカヤドカリが本州にはほとんど生息していないという物珍しさだけで指定を受けたのではないかとの指摘もある。
その後、1972年（昭和47年）に沖縄県が日本に返還された時点で、南西諸島のオカヤドカリも天然記念物の指定を受けることになったが、当時の沖縄県などではどこにでもいるありふれた生物として認識されており、釣り餌として人気があったことなどから専門の捕獲業者も存在していた。その後、天然記念物として厳格に保護するほどに個体数が少ないわけではないと言う事情もあったために、業者保護の目的で、一部地域の指定業者に限り量を限定することで捕獲が認められるようになった。2020年（令和二年）現在、オカヤドカリは観賞魚販売業者などを通じて主にペットとして購入することができるが、これらは上記の指定業者によって捕獲された個体がほとんどである。
まれに沖縄県や小笠原諸島などを訪れた旅行者が砂浜からオカヤドカリを直接採取してしまうことがあるが、これは法律（文化財保護法）に反する行為となる。許可を得た捕獲業者が捕獲すること、およびその業者を通じて小売業者がオカヤドカリを販売すること、また消費者が購入することは違法行為ではない。

### ペットとして
オカヤドカリは、その外見の珍妙さや飼育容器の簡便さ、与える餌が人間の残り物でよいなど、とりあえずの取り扱いの容易さもあり、ペットとしての認知度が高く、アメリカなどでは専用の飼育器具や飼い主のサークルなども充実している。
日本でも比較的古くから縁日などの露店で売られていた。寒冷地では爬虫類用のヒーターなどで保温し飼育する。海で放幼する、幼生が海中でプランクトン生活を送るという性質上、飼育下での繁殖は難しい。